# Brittany Howard

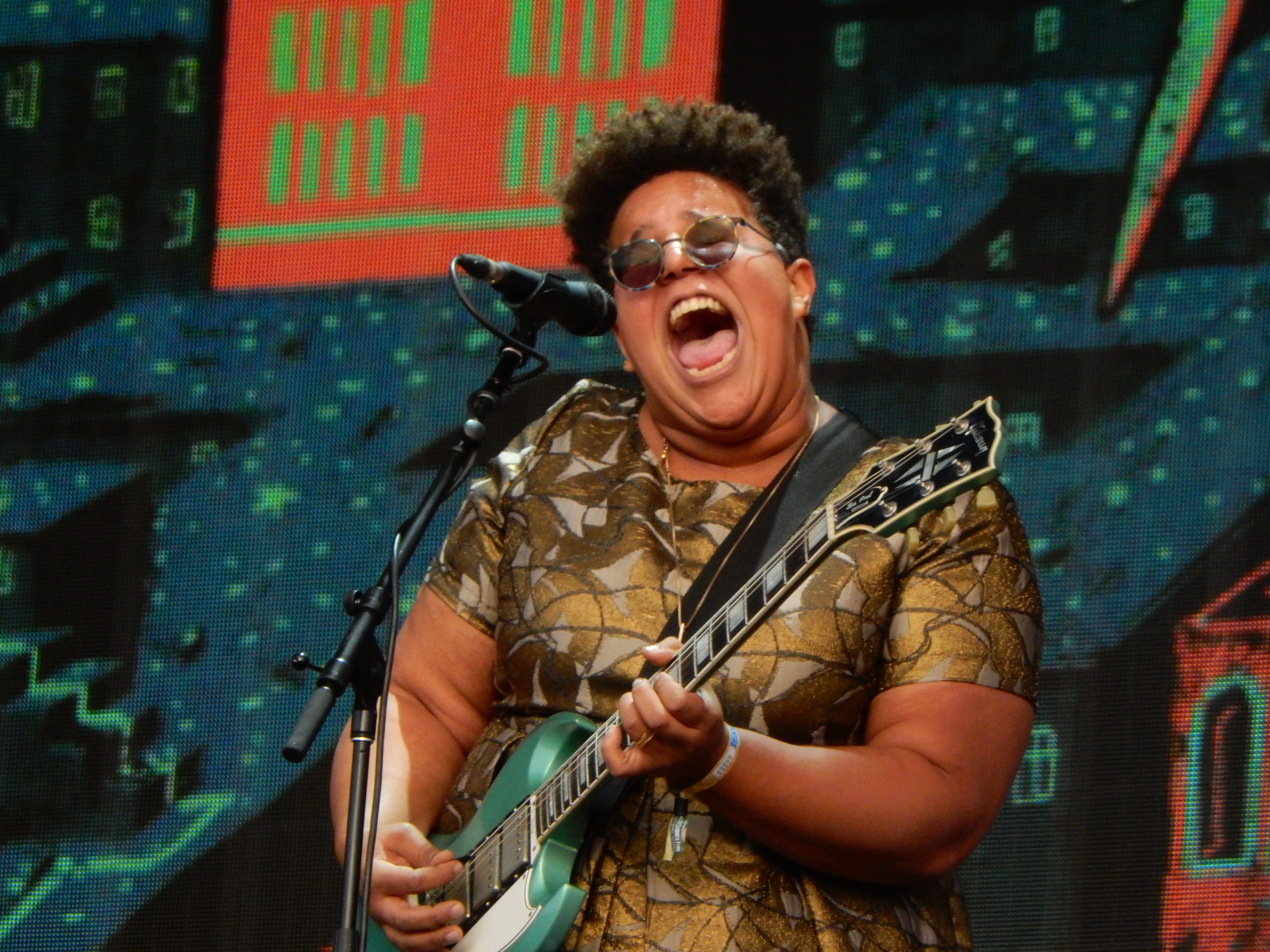
Brittany Howard mit den Alabama Shakes im Londoner Hyde Park, 2016

Brittany Amber Howard (geboren 2. Oktober 1988 in Athens, Alabama) ist eine amerikanische Musikerin, Sängerin und Songwriterin. Bekannt wurde sie als Frontfrau der amerikanischen Rockband Alabama Shakes, daneben ist sie jedoch auch als Solokünstlerin aktiv und veröffentlichte 2019 ihr Soloalbum Jaime sowie den Song History Repeats; 2024 folgte das Album What Now. Sie gilt mittlerweile als „eine der versatilsten Stimmen des zeitgenössischen Bluesrock.“

## Biografie

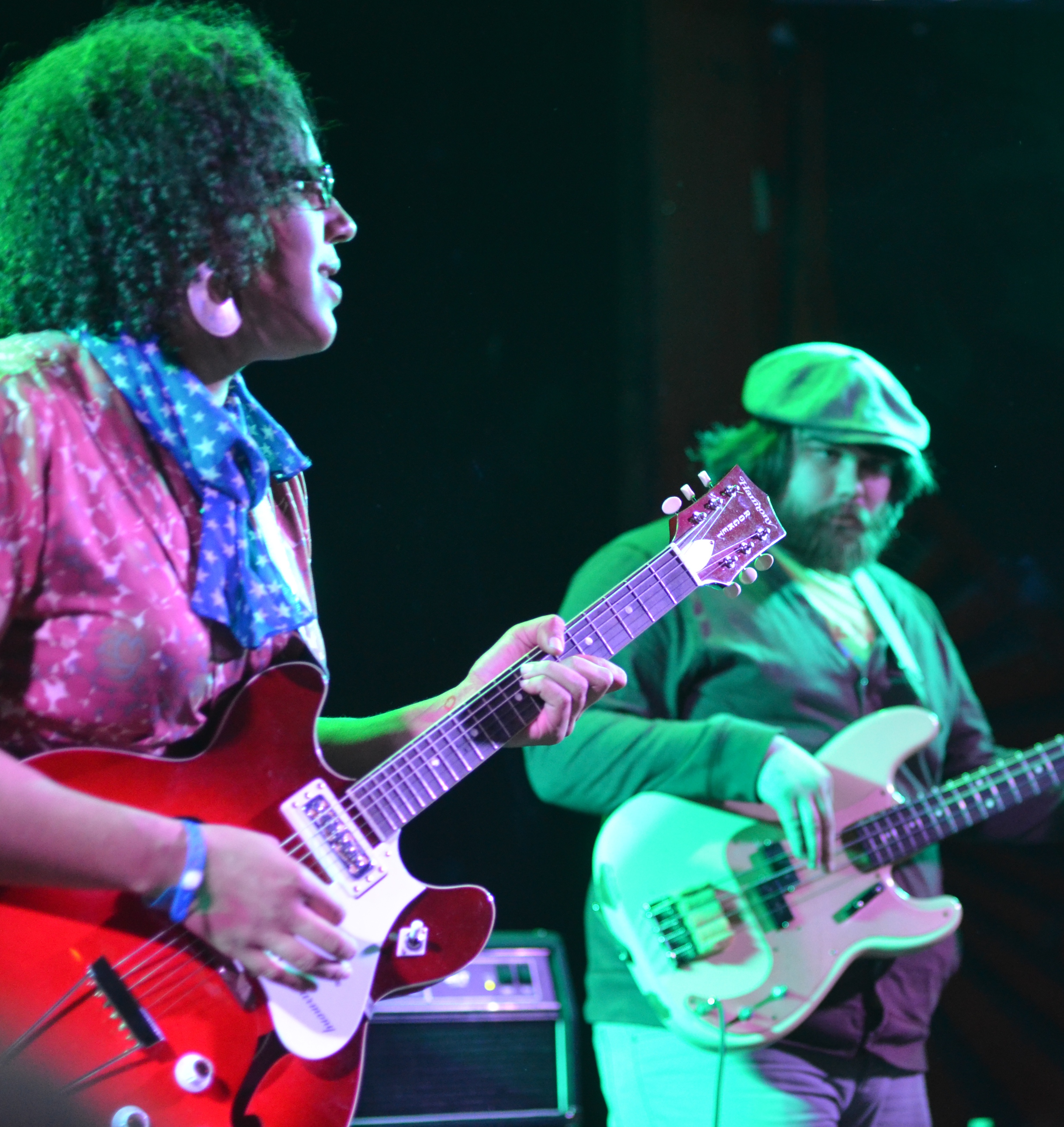
Brittany Howard und Zac Cockrell, 2012

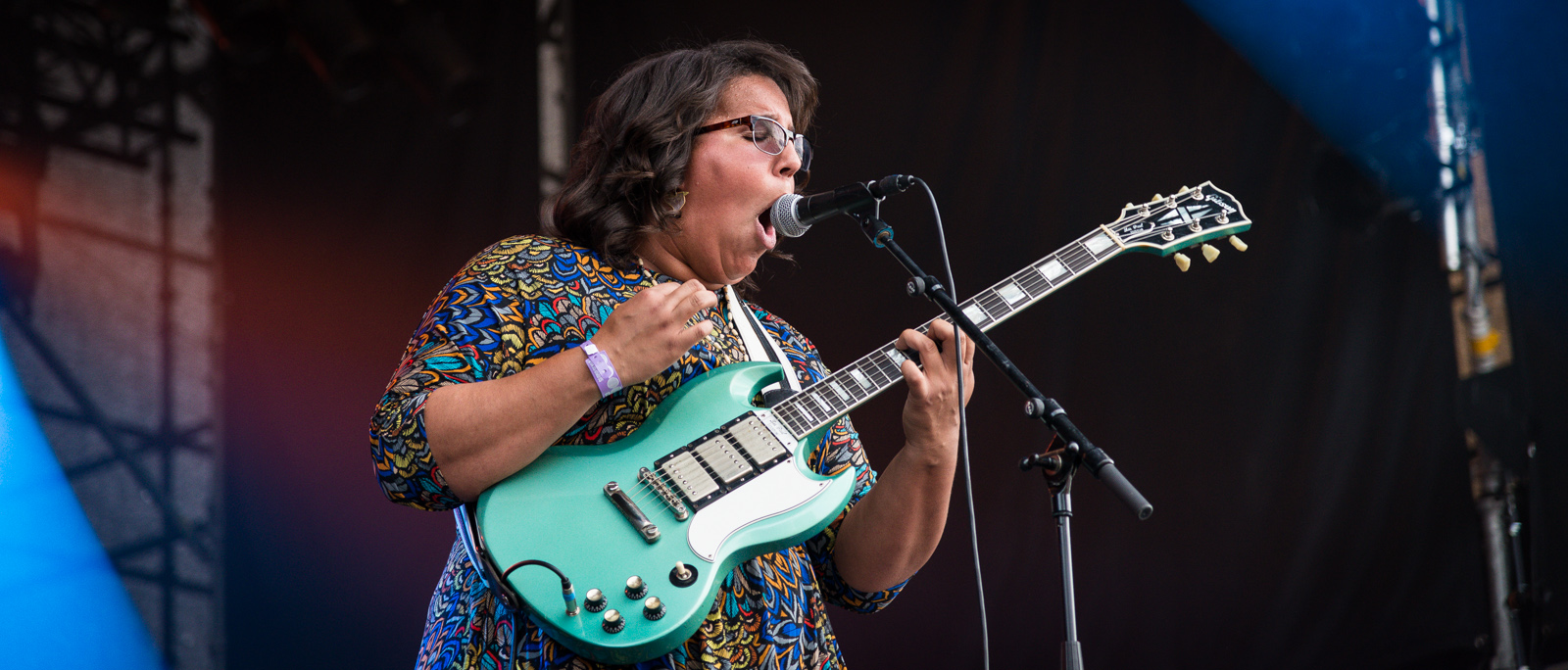
Britanny Howard, 2013

Britanny Howard wurde 1988 in Athens, Alabama als Tochter einer weißen Mutter und eines schwarzen Vaters geboren. Das Haus der Familie lag auf einem Schrottplatz und brannte einmal durch einen Blitzschlag ab. Das Dichten und Klavierspielen lernte sie von ihrer älteren Schwester Jaime, die 1998 mit 13 Jahren an einem Retinoblastom verstarb, einem bösartigen Tumor in der Netzhaut des Auges. Auch bei ihr entwickelte sich dieses genetisch bedingte Leiden als Kleinkind, sie überlebte jedoch mit teilweiser Blindheit auf einem Auge. Ihr Vater verließ die Familie kurz nach dem Tod von Jaime. Im Alter von 13 Jahren begann sie mit dem Gitarrenspiel und besuchte später die East Limestone High School, wo sie den zukünftigen Alabama-Shakes-Bassisten Zac Cockrell kennenlernte. Sie arbeitete für die Post der Vereinigten Staaten, bis sie als Leadsängerin von Alabama Shakes Vollzeit-Musikerin wurde.
Als Leadsängerin und Gitarristin der Rockband Alabama Shakes wurde Brittany Howard international bekannt. Die Band wurde gemeinsam von ihr, Zac Cockrell und dem Schlagzeuger Steve Johnson unter dem Namen The Shake gegründet, und spielte Coverversionen und eigene Songs. Im September 2011 veröffentlichten sie ihre erste selbstbetitelte EP Alabama Shakes mit vier Liedern und erhielten mehrere Anfragen von Labels. Erweitert durch den Gitarristen Heath Fogg begann die Band in Bars in Alabama aufzutreten und ihr Debütalbum Boys & Girls aufzunehmen, das sie 2012 bei dem Plattenlabel ATO Records veröffentlichten. Die Alabama Shakes wurden 2013 als „best new artists“ für einen Grammy Award und für den BRIT Award for International Group nominiert, weitere Grammy-Nominierungen erhielten sie 2013 für den Song Hold On sowie 2014 für Always Alright. 2015 folgte das Album Sound & Color, das 2016 ebenfalls für einen Grammy (Grammy Award for Best Alternative Music Album) nominiert wurde und diesen auch gewann. Zwei weitere Grammy bekam die Band ebenfalls 2016 für den Song Don’t Wanna Fight (Grammy Award for Best Rock Performance und Grammy Award for Best Rock Song) und 2018 kam eine weitere Nominierung für den Killer Diller Blues hinzu (Grammy Award for Best American Roots Performance).
Parallel ist Brittany Howard auch Lead-Sängerin der Rockband Thunderbitch, die 2012 in Nashville mit Mitgliedern der Bands Clear Plastic Masks und Fly Golden Eagle gegründet wurde und im September 2015 ein selbstbetiteltes Album veröffentlichte. Außerdem ist sie Sängerin der Band Bermuda Triangle mit Jesse Lafser und Becca Mancari, die 2017 in Nashville gegründet wurde.
Im Juni 2019 kündigte Brittany Howard ein Debüt-Soloalbum mit dem Titel Jaime an, benannt nach ihrer verstorbenen Schwester. Das Album wurde am 20. September 2019 veröffentlicht, danach folgte eine Tournee durch Nordamerika und Europa. Der Song History Repeats wurde für zwei Grammys nominiert, als bester Rocksong wie auch als beste Rock-Performance. Die Single Stay High (ATO, 2019), die ein eigenes Video für YouTube hat, wurde als musikalisches Lockdown-Gegenmittel gelobt.
Im Februar 2024 erschien das abwechslungsreiche Solo-Album What Now, auf dem sie nach Ansicht der Kritik die ganze Bandbreite ihres Könnens demonstrierte.

## Diskografie
Als Solo-Künstlerin:
- Jaime (ATO Records, 2019)
- Live at Sound Emporium EP (ATO, 2020)
- What Now (Island Records, 2024)[1]

Mit den Alabama Shakes:
- Alabama Shakes (2011, EP)
- Boys & Girls (2012)
- Sound & Color (2015)

Mit Thunderbitch:
- Thunderbitch (2017)